# Mishriff
Mishriff est un cheval de course pur-sang, né en 2017. Propriété du Prince A. Faisal, il est entrainé par John Gosden. 

## Carrière de course
Né le 1er avril, assez tard dans la saison, Mishriff effectue un début de carrière très discret à 2 ans, ne s'imposant qu'à sa troisième tentative dans un modeste maiden disputé sur le modeste hippodrome de Nottingham. C'est pourtant lui que son propriétaire saoudien choisit en février pour représenter ses couleurs dans le Saudi Derby Cup, sur le mile, pour ce qui est à la fois sa rentrée et son premier objectif à 3 ans. Il y prend le premier accessit derrière le Japonais Full Flat, et devra attendre quatre mois pour réapparaître victorieusement, en juin, dans une Listed Race en Angleterre. Au cours d'une année perturbée par la pandémie de Covid-19, qui bouscule le programme et oblige notamment les jockeys britanniques à rester au pays, Mishriff s'aligne au départ du Prix du Jockey-Club, sous la selle du Français Ioritz Mendizabal. Parti à une cote de méfiance due à son parcours peu classique, il s'y impose en force, pour sa première participation à un groupe 1, devant The Summit et Victor Ludorum. Un mois plus tard, il retrouve ses deux dauphins dans le Prix Guillaume d'Ornano, où se reproduit exactement l'arrivée du Jockey-Club. En revanche, il déçoit pour sa dernière sortie de la saison, ne pouvant figurer dans les Champion Stakes, dont il était l'un des favoris.      
Comme l'an passé, Mishriff fait une rentrée précoce et saoudienne dans la toute jeune Saudi Cup, une course de luxe créée en 2020, et accessoirement l'épreuve la plus lucrative du monde avec ses 20 millions de dollars d'allocation. Sa victoire, devant l'invaincu américain Charlatan et le futur cheval de l'année aux États-Unis, Knicks Go, lui permet de gonfler sa tirelire et d'aborder son rendez-vous suivant, la Dubaï Sheema Classic, en meilleure compagnie puisque l'on retrouve au départ, entre autres, la Japonaise Chrono Genesis, lauréate de l'important Arima Kinen et l'Irlandais Mogul, vainqueur du Grand Prix de Paris et du Hong Kong Vase. Mishriff l'emporte à la lutte, une encolure devant Chrono Genesis, confirmant ainsi sa polyvalence, rare, quant aux surfaces (gazon, dirt), et surtout son talent.    
Le retour en Europe est toutefois moins glorieux : dans des Eclipse Stakes réduits à quatre partants, Mishriff affronte celui qui lui a succédé au palmarès du Jockey-Club, St Mark's Basilica. Il n'en verra que la queue, prenant quatre longueurs dans la musette de la part de son cadet, sans pouvoir même sauvegarder la deuxième place qui revient à Addeybb, vainqueur l'année précédente des Champion Stakes. Bien plus réveillé dans les King George VI & Queen Elizabeth Stakes, il domine la championne Love, mais ne peut rien contre un autre 3 ans, le lauréat du Derby d'Epsom Adayar, prenant toutefois un bon premier accessit. Reste que malgré un imposant palmarès, Mishriff n'a toujours pas remporté une course de groupe en Angleterre : c'est chose faite au mois d'août lorsqu'il domine le bon Alenquer et la quintuple lauréate de groupe 1 Love à l'arrivée des International Stakes à York. Mishriff achève sa saison par une tentative dans les Champion Stakes d'Ascot. C'est l'occasion d'un match retour avec Adayar, qui entretemps n'a pu faire mieux que quatrième du Prix de l'Arc de Triomphe de Torquator Tasso. Mais dans cette épreuve comme toujours très relevée, l'un et l'autre, peut-être fatigués par une longue saison, ne peuvent qu'assister à distance au triomphe d'un 3 ans qui a peu couru cette année, le Français Sealiway, récent bon cinquième de l'Arc, qui devance un autre 3 ans sur la montante, Dubaï Honour et l'étonnant Mac Swiney. Maigre consolation, Mishriff devance Adayar pour la médaille en chocolat.     
En 2022, Mishriff remet son titre en jeu dans la Saudi Cup, désormais promue groupe 1, mais se noie sur cette piste qu'il connait pourtant bien. C'est par conséquent en position d'outsider qu'il fait sa rentrée dans une édition des Eclipse Stakes d'un niveau exceptionnel, où s'affrontent notamment les champions de 3 ans Native Trail et Vadeni et des chevaux d'âge en pleine en pleine forme comme Bay Bridge ou Alenquer. C'est le Français Vadeni qui s'impose, mais Mishriff est sans conteste le vainqueur moral de l'épreuve : bloqué entre deux adversaires dans la ligne droite, il termine comme une balle à une encolure de son cadet. Cette défaite coûte sa place à David Egan, remercié, et c'est donc avec un nouveau jockey, James Doyle, qu'on le retrouve pour une nouvelle tentative dans les King George, sur une distance sans doute un peu limite pour lui. Les chevaux d'âge comme lui et l'Arc-winner allemand Torquator Tasso y semblent avoir fort à faire face aux étoiles montantes des 3 ans Westover et Emily Upjohn, mais les papys font de la résistance, l'outsider Pyledriver écrase la course devant Torquator Tasso et Mishriff, bon troisième mais à distance. Un mois plus tard, nouveau défi. De retour sur une distance qui lui convient mieux, les 2 000 mètres des International Stakes dont il est le tenant du titre, il défie le crack Baaeed, invaincu en neuf sorties sur le mile et qui s'aventure pour la première fois sur plus long. Mais il n'en verra que le postérieur, Baaeed s'envole et Mishriff obtient un nouvel accessit d'honneur. En revanche, dans les Irish Champion Stakes, où Colin Keane remplace James Doyle blessé, il ne peut que s'incliner face aux 3 ans, l'Irlandais Luxembourg et les deux Français Onesto et Vadeni, qui le devance une nouvelle fois. Puis revient en France disputer le Prix de l'Arc de Triomphe pour la première fois. Il doit s'y contenter d'un rôle de figurant. La belle, longue et riche carrière de Mishriff (près de douze millions de livres de gains) s'achève aux États-Unis, dans la Breeders' Cup Turf, où il prend une très honorable quatrième place d'une course remportée par Rebel's Romance. Il est temps, pour lui, de rejoindre le haras.         

### Résumé de carrière
| Date         | Hippodrome   | Pays            | Course                               | Statut      | Distance    | Jockey        | Place       | Écart       | Vainqueur ou deuxième | Temps       |
| 2019, 2 ans  | 2019, 2 ans  | 2019, 2 ans     | 2019, 2 ans                          | 2019, 2 ans | 2019, 2 ans | 2019, 2 ans   | 2019, 2 ans | 2019, 2 ans | 2019, 2 ans           | 2019, 2 ans |
| ------------ | ------------ | --------------- | ------------------------------------ | ----------- | ----------- | ------------- | ----------- | ----------- | --------------------- | ----------- |
| 14 octobre   | Yarmouth     | Royaume-Uni     | Maiden                               |             | 1 400 m     | R. Havlin     | 4e / 10     | 4           | Society Lion          | 1'32"27     |
| 25 octobre   | Newbury      | Royaume-Uni     | Maiden                               |             | 1 600 m     | L. Dettori    | 3e / 13     | 2 ½         | Acquitted             | 1'51"38     |
| 6 novembre   | Nottingham   | Royaume-Uni     | Maiden                               |             | 1 700 m     | D. Egan       | 1er / 10    | 10          | Spanish Persuader     | 1'56"60     |
| 2020, 3 ans  |              |                 |                                      |             |             |               |             |             |                       |             |
| 29 février   | Riyad        | Arabie saoudite | Saudi Cup                            |             | 1 600 m     | D. Egan       | 2e / 13     | 2 ¼         | Full Flat             | 1'37"91     |
| 6 juin       | Newmarket    | Royaume-Uni     | Newmarket Stakes                     | Listed      | 2 000 m     | D. Egan       | 1er / 10    | 4           | Volkan Star           | 2'00"85     |
| 5 juillet    | Chantilly    | France          | Prix du Jockey Club                  | Gr. 1       | 2 100 m     | I. Mendizabal | 1er / 10    | 1 ¾         | The Summit            | 2'04"01     |
| 19 août      | Deauville    | France          | Prix Guillaume d'Ornano              | Gr. 2       | 2 000 m     | L. Dettori    | 1er / 10    | 4 ½         | The Summit            | 2'16"32     |
| 17 octobre   | Ascot        | Royaume-Uni     | Champion Stakes                      | Gr. 1       | 2 000 m     | L. Dettori    | 8e / 10     | 11 ½        | Addeybb               | 2'12"29     |
| 2021, 4 ans  |              |                 |                                      |             |             |               |             |             |                       |             |
| 20 février   | Riyad        | Arabie saoudite | Saudi Cup                            |             | 1 700 m     | D. Egan       | 1er / 10    | 1           | Charlatan             | 1'49"59     |
| 27 mars      | Meydan       | Dubaï           | Dubaï Sheema Classic                 | Gr. 1       | 2 400 m     | D. Egan       | 1er / 10    | enc.        | Chrono Genesis        | 2'26"65     |
| 3 juillet    | Sandown      | Royaume-Uni     | Eclipse Stakes                       | Gr. 1       | 2 000 m     | D. Egan       | 3e / 4      | 3 ¾         | St. Mark's Basilica   | 2'10"87     |
| 24 juillet   | Ascot        | Royaume-Uni     | King George VI & Queen Elizabeth St. | Gr. 1       | 2 400 m     | D. Egan       | 2e / 5      | 1 ¾         | Adayar                | 2'26"54     |
| 18 août      | York         | Royaume-Uni     | International Stakes                 | Gr. 1       | 2 080 m     | D. Egan       | 1er / 10    | 6           | Alenquer              | 2'05"92     |
| 16 octobre   | Ascot        | Royaume-Uni     | Champion Stakes                      | Gr. 1       | 2 000 m     | D. Egan       | 4e / 10     | 3 ¼         | Sealiway              | 2'08"31     |
| 2022, 5 ans  |              |                 |                                      |             |             |               |             |             |                       |             |
| 26 février   | Riyad        | Arabie saoudite | Saudi Cup                            | Gr. 1       | 1 700 m     | D. Egan       | 14e / 14    | 80          | Emblem Road           | 1'50"52     |
| 2 juillet    | Sandown      | Royaume-Uni     | Eclipse Stakes                       | Gr. 1       | 2 000 m     | D. Egan       | 2e / 6      | enc.        | Vadeni                | 2'05"20     |
| 23 juillet   | Ascot        | Royaume-Uni     | King George VI & Queen Elizabeth St. | Gr. 1       | 2 400 m     | J. Doyle      | 3e / 6      | 10 ¾        | Pyledriver            | 2'29"49     |
| 17 août      | York         | Royaume-Uni     | International Stakes                 | Gr. 1       | 2 000 m     | J. Doyle      | 2e / 6      | 6 ½         | Baaeed                | 2'09"30     |
| 10 septembre | Leopardstown | Irlande         | Irish Champion Stakes                | Gr. 1       | 2 000 m     | C. Keane      | 4e / 7      | 2 ½         | Luxembourg            | 2'12"10     |
| 2 octobre    | Longchamp    | France          | Prix de l'Arc de Triomphe            | Gr. 1       | 2 400 m     | W. Buick      | 13e / 20    | 18          | Alpinista             | 2'35"71     |
| 5 novembre   | Keeneland    | États-Unis      | Breeders' Cup Turf                   | Gr. 1       | 2 400 m     | L. Dettori    | 4e / 13     | 3 ¼         | Rebel's Romance       | 2'26"35     |

## Au haras
Avant le Prix de l'Arc de Triomphe, Sumbe, l'opération d'élevage de l'homme d'affaires kazakh Nurlan Bizakov, acquiert les droits d'étalon de Mishriff, qui s'installe dans l'un des haras français du groupe, le haras de Montfort & Préaux, en Normandie. Pour sa première saison, il est proposé à 20 000 € la saillie.

## Origines
Mishriff est le meilleur fils de Make Believe (Makfi) double vainqueur de groupe 1 à 3 ans (Poule d'essai des Poulains, Prix de la Forêt). Sa mère, Contradict, n'a guère brillé en piste, mais elle a donné Momkin (Bated Breath), à l'arrivée de plusieurs course de groupe 3 outre-Manche. Elle même se recommande de son ascendance maternelle, fille de Acts of Grace (Bahri), lauréate de groupe 3, et donc petite-fille de Rafha qui avait offert un Prix de Diane à son éleveur-propriétaire le Prince Faisal, avant de donner naissance à deux étalons influents, Kodiac (Danehill) et Invincible Spirit (Green Desert). 

### Pedigree
| Origines de Mishriff (IRE), mâle bai né en 2017 | Origines de Mishriff (IRE), mâle bai né en 2017 | Origines de Mishriff (IRE), mâle bai né en 2017 | Origines de Mishriff (IRE), mâle bai né en 2017 |
| ----------------------------------------------- | ----------------------------------------------- | ----------------------------------------------- | ----------------------------------------------- |
| Père Make Believe                               | Makfi                                           | Dubawi                                          | Dubai Millennium                                |
| Père Make Believe                               | Makfi                                           | Dubawi                                          | Zomaradah                                       |
| Père Make Believe                               | Makfi                                           | Dhelaal                                         | Green Desert                                    |
| Père Make Believe                               | Makfi                                           | Dhelaal                                         | Irish Valley                                    |
| Père Make Believe                               | Rosie's Posy                                    | Suave Dancer                                    | Green Dancer                                    |
| Père Make Believe                               | Rosie's Posy                                    | Suave Dancer                                    | Suavite                                         |
| Père Make Believe                               | Rosie's Posy                                    | My Branch                                       | Distant Relative                                |
| Père Make Believe                               | Rosie's Posy                                    | My Branch                                       | Pay The Bank                                    |
| Mère Contradict                                 | Raven's Pass                                    | Elusive Quality                                 | Gone West                                       |
| Mère Contradict                                 | Raven's Pass                                    | Elusive Quality                                 | Touch of Greatness                              |
| Mère Contradict                                 | Raven's Pass                                    | Ascutney                                        | Lord At War                                     |
| Mère Contradict                                 | Raven's Pass                                    | Ascutney                                        | Right Word                                      |
| Mère Contradict                                 | Acts of Grace                                   | Bahri                                           | Riverman                                        |
| Mère Contradict                                 | Acts of Grace                                   | Bahri                                           | Wasnah                                          |
| Mère Contradict                                 | Acts of Grace                                   | Rafha                                           | Kris                                            |
| Mère Contradict                                 | Acts of Grace                                   | Rafha                                           | Eljazzi (Famille 7-a)                           |